# پلی‌اتیلن‌ایمین
پلی‌اتیلن‌ایمین (به انگلیسی: Polyethylenimine) با فرمول شیمیایی (C۲H۵N)n, linear form یک ترکیب شیمیایی است. که جرم مولی آن متغیر می‌باشد. 
این ترکیب در نانوبیوتکنولوژی کاربردهای زیادی دارد. با استفاده از این ترکیب و مشتقات تغییر یافته آن می توان در ژن درمانی، دارورسانی و عکسبرداری استفاده کرد. 